# Latón (arte)

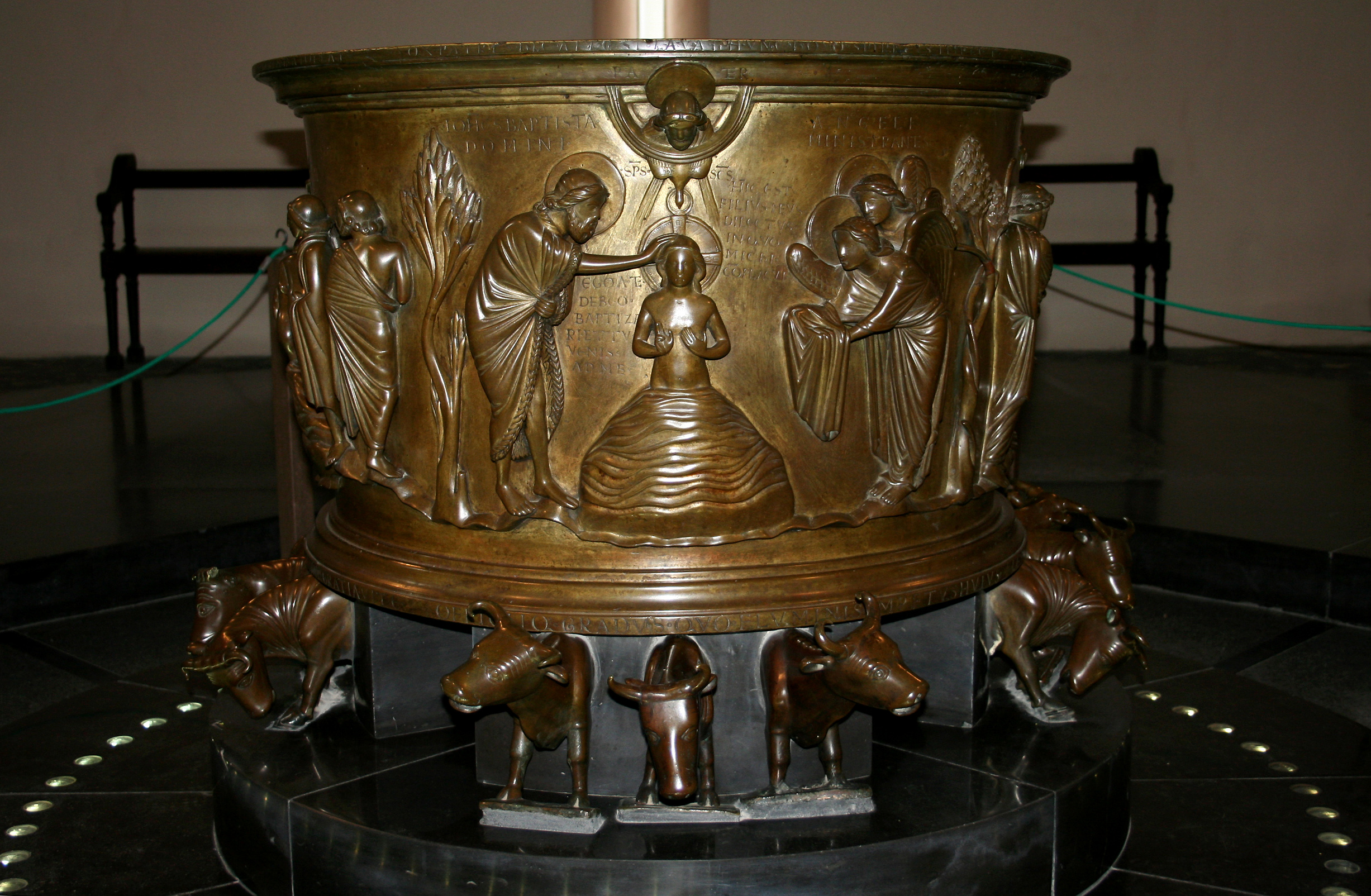
Pila bautismal de latón repujado, "El bautismo de Cristo" en la iglesia de San Bartolomé en Lieja, obra de Renier de Huy.

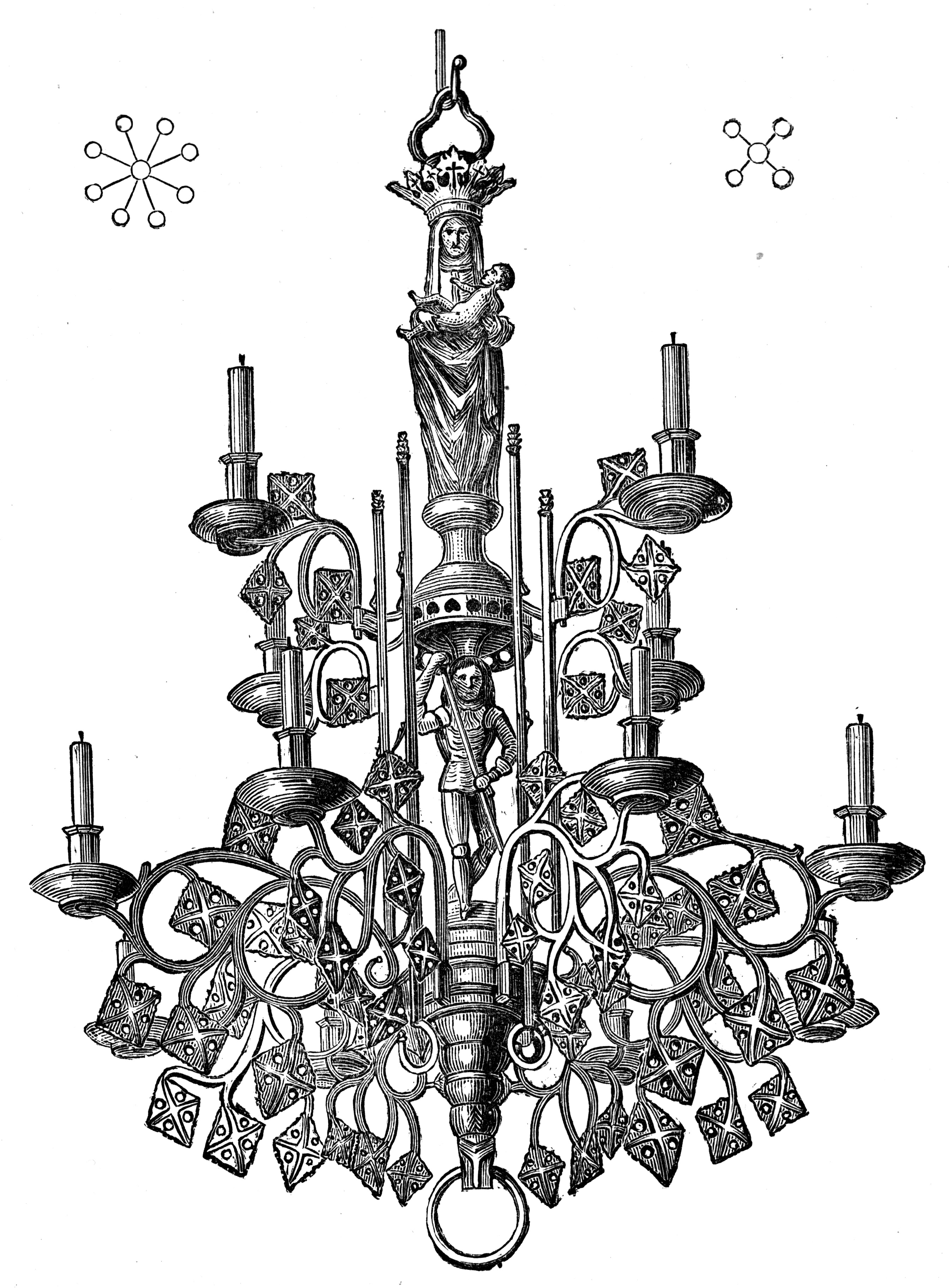
Candelbro de laton en la iglesia del templo en Bristol.

El latón ha sido utilizado para la confección de objetos artísticos. 
El latón es una aleación compuesta de cobre y zinc, generalmente usada para producir chapa metálica, y fundición en la proporción de siete partes de cobre cada tres de zinc. Tal combinación asegura un color bueno y brillante. Hay, sin embargo, variedades de tonos que van desde un color limón pálido a un marrón dorado profundo, que depende de una cantidad menor o mayor de zinc.

## Usos en Europa
En la antigüedad este metal parece haber sido escasamente empleado, pero a partir de la Edad Media la industria en latón fue muy importante, se llevó a cabo en gran escala y se aplicó en usos muy diferentes. El término "latten", que con frecuencia se encuentra en los documentos antiguos, se emplea de manera bastante vaga, y algunas veces se usa para objetos hechos de bronce; su verdadera aplicación es a la aleación que llamamos latón. En Europa, su uso para fines artísticos se concentró principalmente en la región del valle del Mosa en el sureste de Bélgica, junto con el noreste de Francia, partes de los Países Bajos y las provincias del Rhin, de las cuales Colonia era el centro. Ya en el siglo XI, los habitantes de las ciudades de Huy y Dinant trabajaban este metal; el zinc lo extraían en su propio país, mientras que para el cobre fueron a Colonia o Dortmund, y más tarde a las minas de las montañas Harz.
Mucho trabajos fueron producidos tanto por fundición como por repujado, pero se destacan especialmente las fundiciones. En muy poco tiempo, el término "dinanderie" se acuñó para designar el trabajo en latón que proveniente de las fundiciones de Dinant y otras ciudades de las inmediaciones. Sus producciones se comercializaban en Francia, España, Inglaterra y Alemania. En Londres, los comerciantes de Dinant, alentados por Eduardo III, establecieron un "Salón" en 1329 que existió hasta finales del siglo XVI; en Francia comerciaron en Ruan, Calais, París y otros lugares. La industria floreció durante varios siglos, pero se vio debilitada por las disputas con sus rivales en la vecina ciudad de Bouvignes-sur-Meuse; en 1466 la ciudad fue saqueada y destruida por Carlos el Temerario. Los fundidores de bronce huyeron hacia Huy, Namur, Middelburg, Tournai y Brujas donde continuaron su trabajo.
La obra más antigua en latón del distrito de Mosa es la fuente en la iglesia de San Bartolomé en Lieja, una maravillosa vasija apoyada en bueyes, el exterior del cuenco hecho en alto relieve con grupos de figuras participando de ceremonias bautismales; fue realizada entre 1113 y 1118 por Renier de Huy, el fabricante de un hermoso incensario en el museo de Lille. A partir de entonces se realizaron una serie de magníficas obras para iglesias y catedrales en forma de fuentes, atriles, candelabros pascuales y de altar, tabernáculos; las fuentes de contorno simple tienen cubiertas ricas frecuentemente adornadas con temas de figuras; los atriles generalmente están coronados por un águila de forma convencional, pero a veces por un pelícano; un grifo corona el atril de Andenne. Las gradas que sostienen estas aves son a veces de rica tracería gótica, con figuras y restos sobre leones; las formas posteriores muestran un eje de forma cilíndrica, con molduras a intervalos, que se extiende a una base ancha. Varias de estas obras se encuentran en Alemania en el distrito de Colonia, que puede sean de fabricación local; algunas permanecen en las iglesias de Venecia. Existen varias obras en iglesias inglesas, como en Norwich, St Albans, Croydon y otros lugares. En su mayor parte, siguen el mismo modelo, y probablemente fueron importados de Bélgica; existen candelabros de bronce en la Iglesia del Templo, Bristol, en el Monte de San Miguel, Cornualles, y en el Norte de Gales. Los atriles deben haber establecido la moda en Inglaterra para este tipo de objeto; durante varios siglos se los encuentran, como en la Capilla de San Jorge, el Castillo de Windsor, la Capilla del King's College, Cambridge, la Catedral de San Pablo y algunas iglesias de Londres. En la región de Colonia se produjo mucho trabajo de bronce y todavía permanece en las iglesias; se destaca el hermoso trascoro de la Catedral de Xanten, el trabajo, se dice, de un artesano de Maastricht, Países Bajos, a principios del siglo XVI. Un ejemplo moderno es el trascoro de Hereford en la catedral de Hereford, hecha por George Gilbert Scott en 1862 en una variedad de metales donde domina el bronce.

## Usos en la India
El arte del trabajo del metal fue desarrollado en la India des el 3000 a. C.. La bella imagen de la bailarina de Mohenjo-Daro es testimonio de este hecho. Moradabad en Uttar Pradesh es famoso por sus artículos de bronce. Una amplia gama de artículos para el hogar como ollas, bandejas, cuencos y piezas ornamentales se producen aquí y están decoradas con grabado intrincado. Benarés es famoso por las esculturas de deidades y utensilios domésticos. Rajasthan también es conocido por su rica tradición del trabajo del metal. Y Jaipur es el principal centro de grabado y laqueado en bronce.